# Веретењка
Веретењка (рус. Веретенька) малена је река на западу европског дела Руске Федерације. Протиче преко источних делова Псковске области, односно преко централног дела територије Порховског рејона. Десна је притока реке Узе (притоке реке Шелоњ), те део басена реке Неве, односно Финског залива Балтичког мора.
Свој ток започиње у северним деловима Судомског побрђа, тече у смеру северозапада и улива се у Узу на њеном 15. километру северозападно од села Симоново.
Дужина водотока је 22 килоемтра, а површина сливног подручја 91,3 km².